# Pseudocuma
Pseudocuma is een geslacht van zeekomma's uit de familie Pseudocumatidae. De wetenschappelijke naam van het geslacht werd in 1865 gepubliceerd door Georg Ossian Sars.

## Kenmerken
Het genus verschilt van Monopseudocuma door het bezit van een tweede paar pleopoden en een langere tweede antenne. Bij Fontainella zijn er geen expoden (buitenste takjes) op de pereopoden 3 en 4 in beide geslachten en het vrouwtje van Kerguelenica draagt enkelvoudige, rudimentaire exopoden enkel op pereopode 3. Bij Petalosarsia ten slotte zijn de rudimentaire exopoden bij vrouwtjes zeer klein en erg moeilijk te zien en de eerste pereopode is kort en relatief breed. Pseudocuma bezit een klein, vrij telson zonder apicale stekels.

## Ondergeslachten en soorten
Volgens Anderson, 2010
- Ondergeslacht Pseudocuma
  - Pseudocuma chevreuxi Fage, 1928
  - Pseudocuma ciliatum G.O. Sars, 1879
  - Pseudocuma lagunae Baker, 1912
  - Pseudocuma longicorne (Bate, 1858)
  - Pseudocuma simile G.O. Sars, 1900
- Ondergeslacht Stenocuma G.O. Sars, 1900
  - Pseudocuma cercarioides G.O. Sars, 1894
  - Pseudocuma diastyloides G.O. Sars, 1897
  - Pseudocuma gracile G.O. Sars, 1894
  - Pseudocuma graciloides (G.O. Sars, 1894)
  - Pseudocuma laeve G.O. Sars, 1914
  - Pseudocuma tenuicauda G.O. Sars, 1894